# Partido Conservador Croata
El Partido Conservador Croata (en croata: Hrvatska konzervativna stranka, abreviado HKS) es un partido político conservador de Croacia. Fue fundado el 20 de noviembre de 2014. Está liderado por Marijan Pavliček.
El partido se unió a la Alianza de los Conservadores y Reformistas Europeos en mayo de 2015. Su único eurodiputado ha sido miembro de ECR desde la fundación del partido.

## Resultados electorales

### Parlamento (Sabor)
| Elecciones                        | En coalición con | Votos                        | &                            | Escaños         | Dif.            |
| Elecciones                        | En coalición con | Conseguidos por la coalición | Conseguidos por la coalición | ŽZ en solitario | ŽZ en solitario |
| --------------------------------- | ---------------- | ---------------------------- | ---------------------------- | --------------- | --------------- |
| Elecciones parlamentarias de 2015 | HKS–HSP–OS       | 14.101                       | 0,63                         | 0/151           |                 |
| Elecciones parlamentarias de 2016 | HDSSB            | 23.573                       | 1,25                         | 0/151           |                 |
| Elecciones parlamentarias de 2020 | DPMŠ             | 181.493                      | 10,89                        | 2/151           | 2               |